# David Goodwillie
David Goodwillie (* 28. März 1989 in Stirling) ist ein schottischer Fußballspieler.

## Karriere
In seiner Jugend spielte Goodwillie für den in seiner Heimatstadt ansässigen Verein Carse Thistle. 2003 wurde er während eines Trainingslagers in Dundee entdeckt. Daraufhin wechselte er zu Dundee United. Im März 2005 unterschrieb Goodwillie dort seinen ersten Profivertrag. Ein halbes Jahr später kam er zu seinem ersten Einsatz, als er beim Auswärtsspiel gegen die Glasgow Rangers kurz vor Schluss eingewechselt wurde. Sein erstes Tor erzielte er am 4. März 2006 bei Hibernian Edinburgh. Während der Saison kam Goodwillie insgesamt zu 10 Einsätzen, meist wurde er in den Schlussminuten eingewechselt.
Im Oktober 2006 unterschrieb er einen Vertrag, der ihn 4 Jahre lang an den Verein band. In der Hinrunde kam er aufgrund von Verletzungen anderer Stürmer zu drei Einsätzen. Auf die Rückrunde hin wurden aber Ersatzstürmer verpflichtet, was dazu führte, dass Goodwillie mehrheitlich Ersatzspieler war.
Nachdem er in der nächsten Saison ebenfalls nur Reservespieler war, wurde er bis zum Saisonende den Raith Rovers – einem Verein der Scottish Football League Second Division – ausgeliehen. In dieser Zeit absolvierte er 21 Spiele und erzielte dabei 9 Tore. Von 2008 an spielte er wieder für Dundee United.
In der Saison 2009/10 war er Stammspieler und am Ende der Saison erhielt Goodwillie die Auszeichnung als bester junger Spieler der Liga. Im Mai 2010 erzielte er im Finalspiel des Scottish FA Cup gegen Ross County das erste Tor, am Schluss gewann Dundee mit 3:0. Zu Beginn der nächsten Saison traf Goodwillie in sechs aufeinanderfolgenden Spielen. Aufgrund seiner Leistungen wurde der schottische Nationaltrainer Craig Levein auf ihn aufmerksam und Goodwillie absolvierte am 16. November 2010 beim 3:0-Sieg in einem Freundschaftsspiel gegen die Färöer sein erstes Länderspiel, als er in der 76. Minute für Kris Commons eingewechselt wurde. Goodwillie spielte auch danach stark, was zur Folge hatte, dass sich mehrere Fußballvereine für ihn interessierten. Am 30. März 2011 beendete er die Spekulation um einen möglichen Wechsel, als er für Dundee United eine Vertragsverlängerung bis 2013 unterschrieb.
Am 3. August 2011 wechselte Goodwillie zum englischen Erstligisten Blackburn Rovers und unterzeichnete einen Vierjahresvertrag.

## Erfolge

### Dundee United
- Scottish FA Cup: 2010